# Benita Rinne

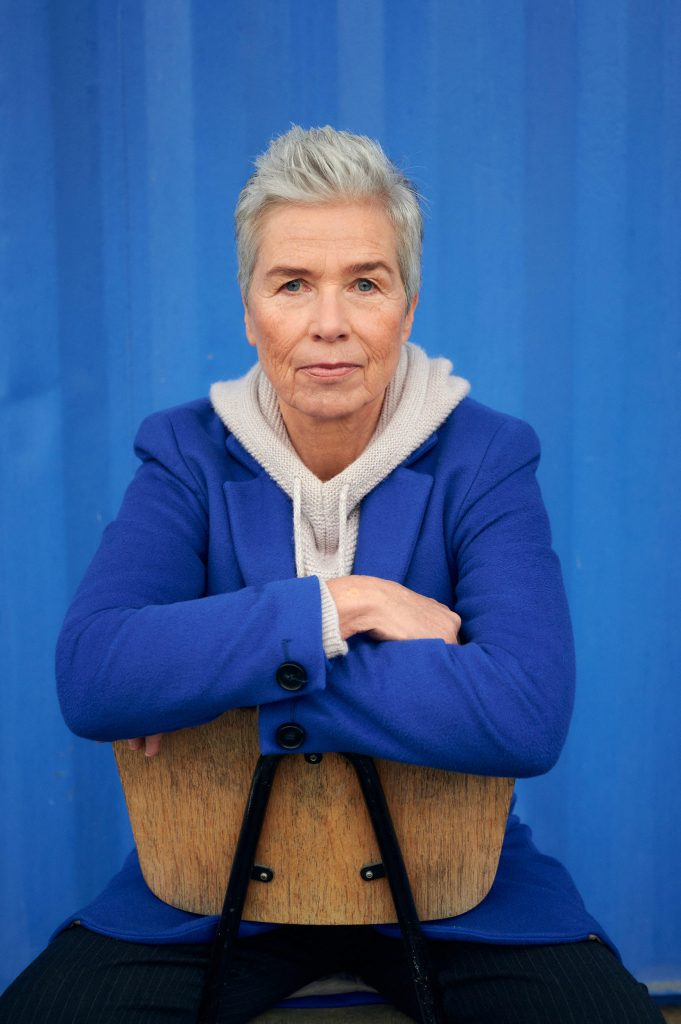
Benita Rinne (2021)

Benita Rinne (* 29. November 1956 in Berlin) ist eine deutsche Schauspielerin.

## Leben
Rinne besuchte nach dem Abitur das Max-Reinhardt-Seminar in Wien, danach das HB-Studio New York, Jerzy Grotowskis Teatr Laboratorium in Wrocław und das Lee Strasberg Theatre Institute.
Ihre Theaterlaufbahn begann in der Spielzeit 1977/78 am Fritz-Remond Theater im Zoo in Frankfurt mit der Rolle der Catherine in Robert Thomas’ Die acht Frauen und dem Straßentheaterprojekt Die Pest von Albert Camus mit Mitgliedern des Living Theatre. Anschließend folgten Engagements am Grips Theater Berlin, am Landestheater Tübingen, wo sie u. a. das „Sternchen“ in Karl-Heinz Scherflings Nix los in Strinz und Gustchen in Der Hofmeister von Jakob Michael Reinhold Lenz darstellte, und am Tübinger Zimmertheater.
1977 spielte sie ihre erste Fernsehrolle, das debile Mädchen in Mulligans Rückkehr an der Seite von Helmut Qualtinger in Helmut Käutners letzter Regiearbeit. Einem größeren Publikum bekannt wurde Benita Rinne, als sie von 1983 bis 1985 in sechs Folgen der Fernsehserie SOKO 5113 die Kriminalmeisterin Katrin Rieger darstellte.
Seither war Benita Rinne in vielen Spielfilmen zu sehen, z. B. in Sanfte Morde (Regie Bernd Schadewald), in Der Mörder und sein Kind (Regie Matti Geschonneck), in Der Unbestechliche (Regie Erwin Keusch), sie spielte Episodenrollen in Serien wie Alphateam, Girl Friends oder Zwei Männer am Herd. Am Thalia Theater Hamburg leitet sie theaterpädagogische Projekte. Seit 1979 gibt sie Schauspielunterricht und führt auch Regie wie 2000 bei einer Bühnenfassung von Das kunstseidene Mädchen in Hamburg. Sie unterrichtete u. a. am Konservatorium Wien, der Joop van den Ende Academy, der Fritz-Kirchhoff-Schule, der Stage School und dem Bühnenstudio der Darstellenden Künste.
Benita Rinne lebt in Hamburg und Berlin, wo sie lehrt, Theaterstücke schreibt und inszeniert und als Schauspielerin neben ihrer Arbeit für Film und TV in szenischen Lesungen, freien Theaterproduktionen und als Sängerin auf der Bühne steht.

## Filmografie (Auswahl)
- 1977: Mulligans Rückkehr (TV)
- 1978: Aus der Ferne sehe ich dieses Land
- 1979: Die wunderbaren Jahre
- 1981: Am Rande der Stille (TV)
- 1982: Heller Wahn
- 1983: Die Beine des Elefanten (TV)
- 1983–1985: SOKO 5113 (Fernsehserie)
- 1984: Tanzschule Kaiser (Fernsehserie)
- 1985: Eine wahre Geschichte (TV)
- 1985: Das fremde Mädchen (TV)
- 1990: Winckelmanns Reisen
- 1994: Der Mörder und sein Kind (TV)
- 1996: Doppelter Einsatz (TV)
- 1996: Die Angst hat eine kalte Hand (TV)
- 1997: Sanfte Morde (TV)
- 2001: Alphateam – Die Lebensretter im OP (TV)
- 2002: Drei mit Herz (TV)
- 2002: Der Unbestechliche (TV)
- 2004: Vier Meerjungfrauen (TV)
- 2006: Unser Reigen (TV)
- 2008: Die Treuhänderin (TV)
- 2013: SOKO Wismar (TV)
- 2016: Oktober
- 2018: Sea of Vapours
- 2018: Circumstances
- 2018: Aktenzeichen XY (Fernsehserie)
- 2019: Der Tankwart
- 2019: Salz und Licht